# Калита (птах)
Калита (Myiopsitta) — рід папугоподібних птахів родини папугових (Psittacidae). Представники цього роду мешкають у Південній Америці.

## Поширення
Цей рід поширений у центральній та південно-центральній частині Південної Америки від Болівії та центральної Бразилії, через Парагвай та Уругвай, до Північної та Центральної Аргентини, досягаючи на півдні Північної Патагонії.
Спочатку калити жили на рівнинах або в гірських регіонах у лісах, саванах та сільських районах у помірних і теплих регіонах. Проте вид Myopsitta monachus має надзвичайну здатність адаптуватися до різноманітних кліматичних умов та екосистем. Папуги, що втекли з неволі в дику природу, розмножилися в багатьох країнах Америки (Чилі, Канада, Сполучені Штати та Мексика) та Європи (Франція, Іспанія, Італія тощо).

## Таксономія
Виділяють два види:
- Калита сіроволий (Myiopsitta monachus)
- Калита гірський (Myiopsitta luchsi)